# Tan poca vida
Tan poca vida (título en inglés: A little life) es una novela escrita por Hanya Yanagihara y publicada en 2015. Fue señalado por el periódico inglés The Guardian como uno de los 100 mejores libros del siglo XXI.

## Resumen
El libro se centra en la vida de cuatro amigos a lo largo de los años; de sus aspiraciones, sus sueños, sus fracasos y problemas. La autora nos cuenta la historia de todos ellos; Jude, Willem, Malcolm y JB, aunque termina centrándose en Jude st. Francis. A través de la historia, se narra la condición humana, el valor de las amistades, la soledad, la necesidad, la depresión e innumerables otros temas sobre la vida humana.[cita requerida]

## Personajes
Pese a que la novela comienza dando pinceladas de la vida de los cuatro amigos, acaba centrándose en uno de ellos por encima del resto: Jude st. Francis, el personaje principal sin duda alguna. Jude fue criado por monjes, donde sufrió abusos sexuales y maltrato, lo que le marcó para siempre, por lo que se muestra como un personaje que guarda muchos secretos y que trata de olvidar su pasado.
Otro de los personajes importantes es Willem Ragnarsson, un atractivo, amable y bondadoso joven que busca hacerse un hueco en el mundo de la interpretación para consolidarse como un actor conocido y versátil de New York. Amigo de sus amigos, será el principal apoyo para Jude, al que siempre se ha sentido unido de una forma distinta que al resto. Por otro lado, tenemos a JB, un pintor afroamericano muy ambicioso que sueña con hacerse un hueco en el mundo del arte y la cultura, y a Malcolm, un arquitecto perfeccionista que acaba triunfando en su profesión.[cita requerida]

## Reconocimientos
Ha clasificado en diversos premios; en 2017 fue preseleccionado para el Premio Literario Internacional de Dublín y en 2015 lo fue también para el Premio Man Booker. En ese mismo año, fue finalista en el Premio Nacional del Libro de Ficción. También ganó el Premio Kirkus de ficciónel mismo año de su publicación (2015) y un año después fue finalista por la Medalla Andrew Carnegie a la excelencia en ficción, como también sucedió con el Premio Mujer de Ficción.

## Del papel al escenario
“Tan poca vida” se ha llevado al escenario como una obra teatral de la mano del director belga Ivo van Hove. Las críticas señalaron que se trataba de una experiencia catártica de cuatro horas al público sobre la vida de Jude, el protagonista.

“Ver la obra me hizo preguntarme: ¿habría alguien que no sentiría algo ante tanta miseria y brutalidad? (...) ¿Por qué estábamos todos aquí?, me pregunté mientras veíamos a Jude cortarse las venas por segunda, tercera y cuarta vez. ¿Esperábamos una prueba? ¿Queríamos salir de esto de alguna manera mejores, más empáticos con la experiencia? ¿O simplemente para entretenerse?”